# Sedmdesát apoštolů
Sedmdesát apoštolů nebo sedmdesát dva apoštolů či sedmdesát druhů byli učedníci Ježíše Krista, kteří kázali jeho učení v 1. století.
Objevují se pouze v Lukášově evangeliu, kde je Ježíš ustanovil a vyslal ve dvojicích na konkrétní misii.
V západním křesťanství jsou většinou zmiňováni jako učedníci a ve východním křesťanství jako apoštolové.
Desátá kapitola Lukášova evangelia říká:
Potom určil Pán ještě sedmdesát jiných a poslal je před sebou po dvou do každého města i místa, kam měl sám jít.
Evangelium podle Lukáše

## Analýza
Číslo sedmdesát je uvedeno v některých rukopisech Alexandrijských (např. Sinajský kodex) a Caesarejských typech textů, číslo sedmdesát dva v rukopisech Alexandrijských a Západních typech textů. Čísla mohou pocházet z počtu sedmdesáti národů z knihy Genesis nebo z dalších zmínek tohoto čísla v Bibli či v odkazu na sedmdesát dva překladatelů Septuaginty (z Aristeova listu). V překladu Vulgaty si svatý Jeroným vybral číslo sedmdesát dva.
Lukášovo evangelium není jediným ze synoptických evangelií, kde se vyskytují pasáže, kdy Ježíš vysílá své učedníky na misie. První zmínka se nachází v evangeliu podle Lukáše ( Lk  9,  1 (Kral, ČEP), jedná se však o misii „omezeného pověření“.  Mk  6,  6 (Kral, ČEP), je vysláno spíše dvanáct apoštolů.  Mt  9,  35 (Kral, ČEP), paralely v evangeliu podle Matouše.  Mt  10,  1 (Kral, ČEP),  Mk  10,  5 (Kral, ČEP)) naznačují na společný původ v předpokládané sbírce logií Q. Lukáš se také zmiňuje o Velkém pověření „všem národům“ ( Lk  24,  44 (Kral, ČEP)). Méně podrobnější je Matoušova a Markova zpráva ( Mk  16,  19 (Kral, ČEP)) o rozptýlení apoštolů.

## Svátek
Jejich svátek je ve východním křesťanství zmiňován jako synaxis sedmdesáti apoštolů a slaví se 4. ledna (podle juliánského kalendáře 17. ledna). Každý z apoštolů má také individuální svátek v různých dnech liturgického roku.

## Seznam jmen apoštolů

### Podle Hippolyta
Řecký text s názvem O sedmdesáti apoštolech Krista je znám z několika manuskriptů. Nejstarší se nachází v Codex Baroccianus 206. Text má původ ve starověku, ale jeho připisování Hippolitu Římskému je pochybné. Podle překladu z roku 1886:
1. Jakub, bratr Páně, biskup jeruzalémský
2. Kleofáš
3. Matěj, který nahradil místo dvanáctého apoštola
4. Tadeáš, biskup edesský
5. Ananiáš, který pokřtil Pavla, biskup damašský
6. Štěpán, první mučedník
7. Filip
8. Prochorus, biskup nikomédský
9. Nikanor
10. Timon, biskup bostrecký
11. Parmenas, biskup solický
12. Mikuláš, biskup samařský
13. Barnabáš, biskup milánský
14. Marek, evangelista, biskup alexandrijský
15. Lukáš, evangelista
16. Silas, biskup korintský
17. Silvanus, biskup soluňský
18. Krescens, biskup carchedonský
19. Epenetus, biskup kartágský
20. Andronikus, biskup panonský
21. Amplias, biskup odyssuský
22. Urban, biskup makedonský
23. Stachys, biskup byzantionský
24. Barnabáš, biskup hérakleijský
25. Fygellus, biskup efezský, stal se pohanem
26. Hermogenes, stal se pohanem
27. Demas, stal se pohanem
28. Apelles, biskup smyrnyjský
29. Aristobulus, biskup británský
30. Narcis, biskup athénský
31. Herodion, biskup tarsuský
32. Agabus, prorok
33. Rufus, biskup thébský
34. Asynkritus, biskup hyrkánský
35. Flegon, biskup marathónský
36. Hermas, biskup dalmácijský
37. Patrobulus, biskup puteolijský
38. Hermas, biskup filippopoliský
39. Linus, biskup římský
40. Gaius, biskup efezský
41. Filologus, biskup sinopský
42. Olympas
43. Herodion, biskup patraský
44. Lucius, biskup kyrénský
45. Jáson, biskup tarsuský
46. Sosipater, biskup ikonijský
47. Tertius, biskup ikonijský
48. Erastus, biskup paneaský
49. Kvartus, biskup berytuský
50. Apollos
51. Kefas
52. Sosthenes
53. Tychikus
54. Epafroditus, biskup filippoijský
55. Caesar, biskup dyrrhachiumský
56. Marek, biskup apollonijský
57. Justus
58. Artemas
59. Klement, biskup sardyjský
60. Onesifor
61. Tychikus
62. Karpus
63. Evodius, biskup antiochijský
64. Aristarchus, biskup soluňský
65. Jan Marek
66. Zenas
67. Filemón
68. Aristarchus
69. Pudes
70. Trofim

V některých zdrojích jsou uvedeni také:
- Dorotheus, biskup týrský
- Epifan, biskup salamiský

Podle legend je mezi učedníky uváděn také legendární Mantius z Évory, který byl svědkem Poslední večeře a Letnic.